# 纯爱
纯爱是指无邪念的爱情。 纯爱的其他定义还有“为之不惜自身性命”“沒有肉体关系的爱（柏拉图式恋爱）”“不求回报的爱（无爱）”等等。 本条目通过现象来描述“纯爱”。
纯爱是一种在言情小說中流行的题材。在纯爱作品中，爱情纠葛是唯一的中心，一部分言情小说、大部分的琼瑶小說及其改編剧集，以及目前流行的大部分韩剧多属于纯爱范畴。纯爱作品的中的主角往往超级浪漫，基本上忽视了现实的因素。

## 纯爱热
自2000年以来，纯爱题材在小说、电影、电视剧中开始流行，代表作品如下。
- 《在世界的中心呼喊愛情》和《藉著雨點說愛你》《爱的流放地》等愛情小說
- 《恋空》《红线》等手机小说
- “韓流”的开端，韩剧《冬季戀歌》
- 互联网在公告牌交流的基础上，构建了故事《电车男》
- 世界系中所谓的美少女游戏
- 《劇場版 咒術迴戰 0》

## 差異
日本成人动画中，将强调强制性行为的作品称为“凌辱系”，与此相对强调恋爱要素的作品有时也被称为“纯爱系”。

### 纯爱系
纯爱系作品可能有少许强制性行为，但都是为男女主角恋爱叙事铺垫服务，整体氛围比较舒缓和温馨。
纯爱系作品中的女主角形象，大多数是处女，而且人物性格更多是单纯善良。
一般男女主角性爱都是影片高潮部分，用以升华爱情，前期大量铺垫恋爱情节，结局通常为Happy End。
- 《同级生》
- 《同級生2》
- 《转校生 (动画)》
- 《同窗会 (系列动画)》
- 《欢迎来到Pia Carrot!!》
- 《歡迎來到Pia Carrot!!2》
- 《淫兽 被瞄准的偶像》
- 《WORDS WORTH》
- 《ONE～光辉的季节～》

### 凌辱系
部分成人游戏带有强制性行为，而且凌辱系几乎完全没有恋爱情节，甚至加入恐怖、血腥元素提升感官刺激度。
在凌辱系作品中几乎很少看到爱情故事，有大量性镜头，而且物化女性，并极致扩大对女性身体的侵害，这些多少都是该类作品的特点。
- 《淫獸教師》
- 《淫獸女教師》
- 《淫獸家庭教師》
- 《臭作》